# Giorgio Sinigaglia
Giorgio Sinigaglia (Bozzolo, 20 maggio 1886 – Casale Monferrato, 7 aprile 1970) è stato un medico e chirurgo italiano, primario degli Ospedali Civili di Brescia e fondatore di AVIS Brescia.

## Biografia
Giorgio Sinigaglia nacque a Bozzolo (Mantova) il 20 maggio 1886, da Giacomo Sinigaglia e Giulia Vigevani. Suo padre era un direttore dell'agenzia fiscale governativa e suo nonno partecipò al movimento dell’irredentismo, per il quale le autorità austriache lo perseguitarono.

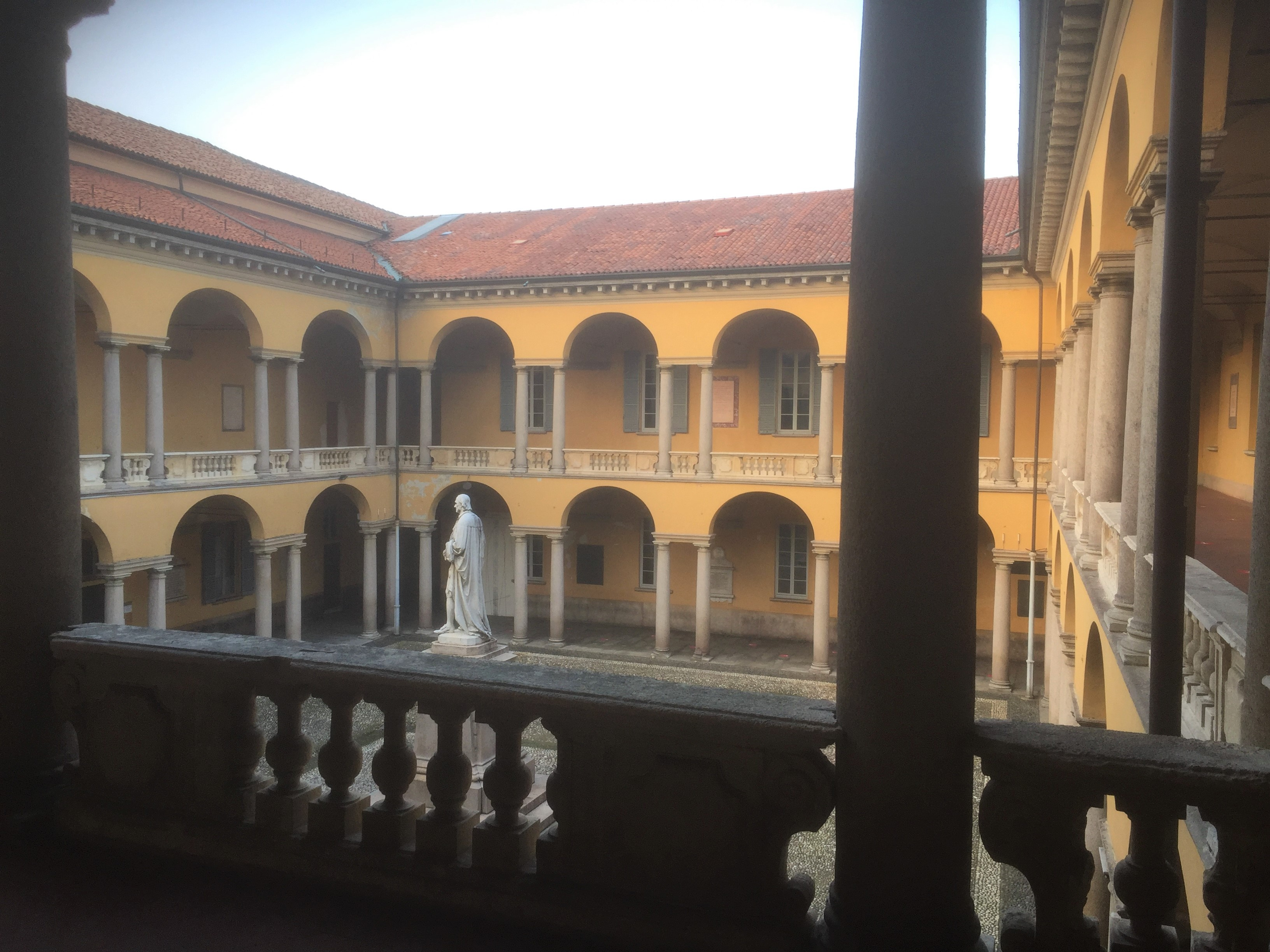
Università degli Studi di Pavia

Nel 1910 Sinigaglia si laureò in Chirurgia all'Università degli Studi di Pavia, dove collaborò con Camillo Golgi, premio Nobel per la medicina, con il quale scoprì il virus responsabile della malattia del cimurro (morva caninae).

Lo stesso Camillo Golgi, il 20 luglio 1909, scriveva di lui:
Il Sig. Giorgio Sinigaglia, studente del 4º anno di medicina e chirurgia, durante gli anni accademici 1906-07, 1907- 06, 1906-09 è stato iscritto nel Laboratorio di Patologia Generale ed Istologia posto sotto la mia Direzione. Ha frequentato sempre il Laboratorio con grande assiduità e diligenza, e perciò ha potuto impadronirsi dei più fini metodi di ricerca istologica ed istopatologica, della tecnica delle ricerche di patologia sperimentale e di batteriologia.
Nel 1911 Sinigaglia, appena laureato, fu assunto dal suo maestro nel laboratorio di Pavia. In quell'anno si era manifestata un'epidemia di colera e venne assunto per l'incarico del servizio batteriologico. Divenuto nel 1913 assistente universitario, dopo breve tempo lasciò Pavia e giunse a Modena, dove operò a fianco di Mario Donati, nell'istituto di Patologia Generale speciale e poi ricoprì il ruolo di assistente per tre anni in quello di Clinica Chirurgica

### Attività militare
In seguito allo scoppio della Grande Guerra, decise di prendere le distanze dalla carriera universitaria per potersi arruolare volontariamente come sottotenente medico di complemento. Venne reclutato come medico di riserva con il grado di capitano durante la guerra italiana in Africa negli anni 1935-1937. Divenuto addetto batteriologo al Comando Supremo, fu trasferito in vari ospedali da campo, tra cui l’Ospedale di Tappa di Brescia. Si stabilì in quella città e nel 1921 assunse il ruolo di reggente chirurgo presso l’Ospedale Civile di Brescia. Nello stesso anno, per meriti di guerra, fu nominato Cavaliere della Corona d’Italia. Sempre nel 1932 fondò e diresse, fino al 1943, la sezione provinciale di Brescia dell'Associazione Nazionale Volontari Donatori di Sangue (AVIS), con l’approvazione delle autorità politiche, riuscendo a convivere con il regime fascista. Fu richiamato in servizio dalle Autorità Militari il 7 giugno 1935, con la qualifica di capitano medico per esigenze legate alla campagna di guerra dell’Africa Orientale, congedato poi nel 1937.

### La persecuzione fascista e la fuga in Svizzera
Essendo di religione ebraica, con l’entrata in vigore delle leggi razziali, nel 1938, fu costretto ad abbandonare la sua professione di medico e la sua dimora, per fuggire in Svizzera con la moglie Enrichetta Levi e i quattro figli (Elena, Mario, Anna e Ada). Durante gli anni dell’internamento in Svizzera, dove soggiornò dall'ottobre 1943 all'aprile del 1944 a Bremgarten e dal luglio 1944 al novembre 1944 a Seewiss, dal novembre 1944, fino al rientro in Italia nel campo di Engelberg presso Lucerna, divenne addetto a mansioni del tutto modeste, come le pulizie delle cucine e la coltivazione di verdure. Nonostante in questo periodo ricoprisse dei ruoli di minore importanza all'interno dell'ambiente ospedaliero, ebbe ugualmente modo di rendersi utile come medico, curando casi di epidemia di difterite in bambini del campo. Dopo la guerra, Giorgio Sinigaglia ritornò a Brescia a lavorare nel reparto dell’ospedale dove non era mai stato dimenticato e continuò operoso in silenzio a prodigarsi e a guarire tanti malati senza recriminazioni, senza astio verso le circostanze e le persone che gli avevano procurato tanti sacrifici e tante sofferenze.

### Morte e commemorazione

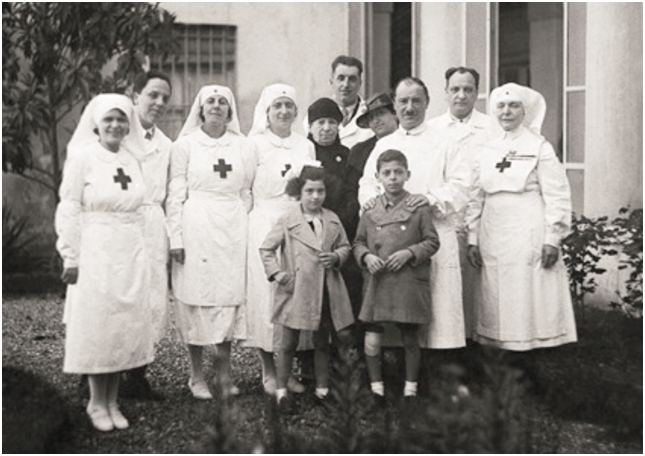
Giorgio Sinigaglia con i suoi figli e la sua équipe dell'Avis di Brescia

La sua generosità e la sua tenacia nell’affrontare le patologie chirurgiche più insidiose e difficili e le molte benemerenze acquisite in un quarantennio di vita ospedaliera gli valsero una pittoresca ma molto significativa espressione bresciana: quando la sorte di un malato era inesorabilmente segnata, a Brescia si diceva in dialetto: “non lo guarisce più nemmeno il Sinigaglia”. Dalla “Commemorazione” che il dottor Piero Bordoni tenne il 27 novembre 1970 presso l’Aula Magna degli Spedali Civili di Brescia durante la sesta seduta scientifica ordinaria della Società Medico Chirurgica Bresciana, poi pubblicata nel “Bollettino della Società Medico Chirurgica Bresciana” possiamo apprendere che: 
Il primario chirurgo Giorgio Sinigaglia è scomparso il 7 dello scorso aprile nel sacrario del suo Ospedale, circondato dai suoi Cari, soccorso dai colleghi, assistito da un piccolo gruppo di suore e di infermieri a Lui legati da lontani ricordi e confortato dalla presenza discreta di pochi vecchi amici. [...] Dimostrava un’intelligenza pronta e vivace, associata ad una certa riservatezza: ed avrebbe attirato subito le generali simpatie se, avvicinandolo, non avesse poi rilevato un tratto brusco ed un carattere forte, autoritario e talvolta quasi violento, specie davanti all’ingiustizia ed al sopruso [...] La sua era insomma una curiosa figura di medico burbero - benefico, che prestava la sua opera sapiente ed piuttosto rude, ma con cuore aperto. Ed io credo che quei facili sovvertimenti del carattere fossero legati alle sorti avverse della sua vita. 

## Attività scientifica

### Successo Accademico

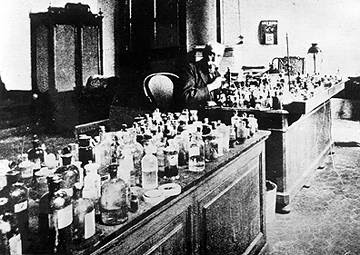
Camillo Golgi all'interno del suo laboratorio di Pavia, nel quale studiò e lavorò Giorgio Sinigaglia

Durante gli anni accademici, Sinigaglia fu ammesso nel Laboratorio di Patologia generale ed Istologia posto sotto la direzione del Prof. Camillo Golgi. Frequentando il Laboratorio, acquisì la possibilità di impadronirsi dei più fini metodi di ricerca istologica ed istopatologica, della tecnica delle ricerche di patologia sperimentale e di batteriologia. Del profitto che il Dott. Sinigaglia ricavò dal lavoro compiuto negli anni trascorsi nell'Istituto del Prof. Camillo Golgi, furono a prova i risultati ottenuti negli esami di Patologia generale, di Istologia e di Microbiologia (superati con il massimo dei punti). Inoltre, del suo lavoro, furono a prova i risultati di alcune ricerche; egli ha potuto mettere in evidenza alcune interessanti particolarità di strutture sui globuli rossi, che successivamente divennero oggetto di pubblicazione; inoltre si dedicò alla questione dei cosiddetti "corpuscoli mobili del vaccino".
L’impegno e l’interesse mostrati nello studio di microbiologia e di batteriologia presso l’istituto di Golgi, permisero a Sinigaglia di ricevere l’incarico di dirigente del servizio batteriologico e sanitario da parte dello stesso Ministero dell’Interno di Direzione Generale della Sanità, in una zona formata da circa 500 comuni, durante l’epidemia di colera che colpì Pavia nel 1911.

### Scritti e pubblicazioni accademiche
Durante il periodo di studi presso il laboratorio di Golgi, Sinigaglia si dedicò alla stesura e alla pubblicazione di alcune opere di carattere scientifico e medico. Tra queste, quelle più importanti ed innovative, sono conosciute sotto il titolo di "Le osservazioni sul cimurro" e "Un terreno di coltura aerobica per germi anaerobi"
- L'opera “Le Osservazioni sul cimurro” contiene diverse ricerche sui virus filtrabili, condotte attraverso un lavoro sperimentale compiuto secondo studi scientifici, estesi al campo dell’anatomia patologica ed istologica, con un particolare riferimento al decorso clinico dei sintomi e delle patologie osservate nei cani sottoposti all’esperimento. All'interno della pubblicazione sono descritti i raffronti osservati tra le lesioni presenti nei cani sperimentalmente contagiati di cimurro e quelle riscontrabili in altri animali e negli uomini affetti da varie malattie di similare ceppo virale e batterico, utili a comprendere la morfologia e la composizione biochimica di questi microrganismi, in modo da aprire la strada a nuove ricerche terapeutiche e biologiche. Il lavoro fu largamente recensito e citato dalla stampa medica anche straniera. Lo stesso Lustig, nel 3° volume del classico trattato, ricorda ed illustra le formazioni endocellulari descritte per la prima volta dal Dott. Sinigallia e le battezzò “corpuscoli del Sinigaglia”.
- L’opera intitolata “Un terreno di cultura aerobica per germi anaerobi”, fu il risultato della sua formazione da anatomopatologo e degli studi di istologia presso il laboratorio di Camillo Golgi. Redatta a conclusione di studi sul carbonchio, sull’edema maligno, sul botulino e sul tetano, lo scopo dell’autore è volto a risolvere il problema di poter disporre, per la coltura di germi anaerobi, di terreni fertili in condizioni aerobiche, di preparazioni e conservazioni facili, pronti per l’uso ed economici. Dopo numerose indagini e sperimentazioni, risolse il problema addizionando ai tradizionali terreni per aerobi soltanto una giusta dose di pancreatina dal commercio, creando in questo modo una delle metodologie più semplici ed economiche per la coltura e la sperimentazione, che agevolarono e svilupparono gli studi di ricerca microbiologica.[8]

## Attività ospedaliera e chirurgica
Nel 1916 vinse il concorso di primario presso il reparto di Chirurgia Settica dell’Ospedale Civile di Brescia, riuscendo a creare un reparto specializzati. In questo ambito, fu la formazione da microbiologo e da patologo che gli permise di sviluppare all’interno del suo ambiente chirurgico ed ospedaliero, una grande attenzione nei confronti dell’asepsi.
Durante la sua attività ospedaliera e chirurgica, Sinigaglia riuscì a distinguersi durante importanti interventi di chirurgia toracica, per l’abilità e la precisione dimostrate durante i processi di drenaggio e di raccolte di mezzo litro di materiale necrotico-purulento dalle cavità viscerali. Altro grande merito del Sinigaglia è stato quello di intuire, che era necessario poter disporre di adeguati quantitativi di sangue da trasfondere ai pazienti. Nacque così l’idea di costituire un gruppo permanente di donatori volontari di sangue che Sinigaglia cominciò a reclutare nel suo stesso reparto e nelle altre divisioni ospedaliere. Così facendo, affrontò in modo egregio tutta la chirurgia settica, tranne per quella addominale, escogitando metodi e tecniche anche personali, specie nel trattamento delle affezioni pleuropolmonari, linfoghiandolari, osteo-articolari e perianali.
Si occupò di studiare e curare pure le forme cancrenose in stato meno avanzato; curò le ferite e le lacerazioni cutanee infette da settiche primitive, eseguendo “sbigliamenti” operatori, associati ad innovative tecniche di sterilizzazione e bendaggio, le quali erano accostate ad una sieroterapia post operatoria, che permetteva di limitare la morte per forme cancrenose o infettive. Nel campo della chirurgia estetica, si deve a lui l’esecuzione di trapianti di frammenti di cartilagine costale su trachee di ex crouposi, sedi di fistole post-tracheotomiche; trapianti che permisero la definitiva chiusura delle stomie senza disturbi secondari, né respiratori né fonici.La reputazione conquistata in tanti anni dal reparto e gli eccellenti risultati conseguiti dal primario, furono da attribuire all’abilità dell’operatore e all’osservanza dei principi dottrinari di patologia in generale e chirurgica, ma soprattutto all’adempimento dei precetti dell’igiene ospedaliera, specie per la separazione dei malati secondo criteri nosologici, attribuiti proprio ad un ragionevole rispetto dell’asepsi diretta ad escludere soprattutto temibili superinfezioni.

## Onorificenze

### Altri riconoscimenti
Titolo di Chirurgo "Primario Emerito"